# Vysílač Krkavec
Vysílač Krkavec se nachází v nadmořské výšce 504 m n. m. Objekt zajišťuje distribuci rozhlasového signálu pro město Plzeň a jeho blízké okolí. U vysílače se nachází 18 metrů vysoká kamenno-cihlová rozhledna z roku 1900 a chata KČT z roku 1925 dle návrhu Hanuše Zápala.

## Vrchol
Rozhledna s ochozem ve výšce 16 metrů byla postavena dle návrhu prof. J. Kubeše a slavnostně otevřena 19. května 1901. V říjnu a listopadu roku 1938 byla neprávem obsazena německým vojskem. Od roku 1953 byla i s přilehlým okolím nepřístupná a sloužila jako vojenská hláska. Následné přestavby deformovaly původní vyvážený soubor staveb, od roku 1974 k nim byl přistavěn televizní vysílač. Od 1. června 1989 je rozhledna přístupná, přičemž radiokomunikační význam lokality nadále trvá. Za jasného počasí je vidět až na šumavské vrcholky. Na vrcholu se také nachází několik dalších vysílačů různých mobilních operátorů.

## Vysílané stanice

### Rozhlas
Vysílač Krkavec má přiděleny kmitočty pro následující rozhlasové stanice:
|    | Stanice     | Kmitočet | Výkon (ERP) | Polarizace   |
| -- | ----------- | -------- | ----------- | ------------ |
| FM | Frekvence 1 | 89,6 MHz | 1 kW        | horizontální |